# Roger Hunt
Pour les articles homonymes, voir Roger Hunt (speaker) et Hunt.
Roger Hunt, né le 20 juillet 1938 à Golborne et mort le 27 septembre 2021, est un footballeur anglais. Il joue la plus grande partie de sa carrière au Liverpool Football Club et est membre de l'équipe d'Angleterre qui remporte la Coupe du monde de football 1966.

## Biographie

### Carrière en club
Né dans le Lancashire, Roger Hunt joue dans sa jeunesse dans de nombreux clubs de sa région (Stockton Heath Albion (en), plusieurs fois, Bury FC et Devizes Town FC (en)), avant que Phil Taylor, manager du Liverpool FC, ne le remarque et ne l'engage le 29 juillet 1958. Liverpool évolue alors en Second Division, la deuxième division anglaise. 
Hunt fait ses débuts en équipe première le 9 septembre 1959, après avoir fait preuve d'une grande efficacité en équipe réserve. Il marque pour l'occasion son premier but, lors d'une victoire (2-0) à Anfield contre Scunthorpe United. Le remplacement de Taylor par Bill Shankly en décembre 1959 confirme son statut naissant de titulaire : il inscrit pour sa première saison 21 buts en 36 matchs de championnat, plus deux en FA Cup. Il maintient son efficacité les années suivantes et Liverpool retrouve finalement l'élite en 1962, au bout d'une saison où Hunt a inscrit 41 buts en autant de matchs de championnat. 
Les Reds de Shankly poursuivent leur irrésistible ascension, en remportant le championnat d'Angleterre en 1964 et 1966 et la Coupe d'Angleterre en 1965, et atteignent les demi-finales de la Coupe des clubs champions européens 1964-1965, où ils sont éliminés de justesse par l'Inter Milan, tenant du titre et futur vainqueur, puis la finale de la Coupe d'Europe des vainqueurs de coupe de football 1965-1966 perdue face au Borussia Dortmund (2-1 a. p.). Hunt, 3e meilleur buteur de la C1 de 1964-1965 avec sept buts (dont le premier but face à l'Inter), inscrit également le but de l'égalisation face à Dortmund, en vain. 
Les trois saisons suivantes sont un peu moins glorieuses, même si Liverpool termine encore sur le podium en 1968 et 1969. Hunt reste chaque année le meilleur buteur de son équipe, mais celle-ci ne remporte plus de nouveaux titres après le Charity Shield de 1966. Alors que sa place de titulaire est remise en cause par Shankly, qui lui préfère le jeune Phil Boersma au début de la saison 1969-1970. Hunt quitte finalement Liverpool en décembre 1969. Son bilan est de 286 buts toutes compétitions confondues, un record dont il reste détenteur jusque ce que Ian Rush le dépasse en 1992. Les 245 buts de Hunt en première division du championnat restent par contre inégalés en 2014.
Hunt rejoint les Bolton Wanderers, en Second Division. Au bout de sa deuxième saison, le club est relégué. Il réalise alors une pige de quelques semaines en Afrique du Sud, au Hellenic FC, qui recrute de nombreuses vedettes internationales pour remporter sa National Football League (en) en 1971. Il termine sa carrière l'année suivante, après une dernière saison avec Bolton, en 3e division.

### Carrière en sélection
Alors qu'il n'a encore jamais connu la First Division, Hunt se voit offrir sa première cape en avril 1962, face à l'Autriche. Il fait partie quelques mois plus tard de la sélection anglaise pour la Coupe du monde de 1962, mais ne joue pas.
Meilleur buteur de Liverpool chaque saison à partir de 1961-1962, et meilleur buteur du championnat d'Angleterre en 1966 avec 30 réalisations, Hunt est appelé pour disputer la Coupe du monde 1966. En compétition avec Jimmy Greaves, il dispute les six matchs du tournoi au cours desquels il inscrit trois buts (un doublé contre la France et un but contre le Mexique, en phase de poules), et remporte finalement le titre avec l'équipe d'Angleterre.
Deux ans plus tard, il est du Championnat d'Europe 1968. Titulaire, il ne peut empêcher la défaite des siens contre la Yougoslavie en demi-finale mais il inscrit en petite finale le 2e but de la victoire face à l'Union soviétique (2-0). 
Il ne fait après l'Euro que deux apparitions supplémentaires, lors de matchs amicaux contre la Roumanie. Il compte finalement 18 buts en 34 sélections, entre avril 1962 et janvier 1969.

## Palmarès

### En sélection
- Vainqueur de la Coupe du monde 1966 avec l'Angleterre
- Vainqueur du British Home Championship en 1965, 1966 et 1968 avec l'Angleterre

### En club
Liverpool FC
- Champion du Championnat d'Angleterre de football (2) :
  - 1964 & 1966.
- Vice-champion du Championnat d'Angleterre de football (1) :
  - 1969
- Meilleur buteur du Championnat d'Angleterre de football (1) :
  - 1966: 29 buts.
- Champion du Championnat d'Angleterre de football D2 (1) :
  - 1962.
- Meilleur buteur du Championnat d'Angleterre de football D2 (1) :
  - 1962: 41 buts.
- Vainqueur de la FA Cup (1) :
  - 1965.
- Finaliste de la Coupe d'Europe des vainqueurs de coupe de football (1) :
  - 1966

- Vainqueur du Community Shield en 1964, 1965 et 1966 avec Liverpool

## Statistiques individuelles
| Club      | Club               | Club                          | Championnat | Championnat | Coupe nat. | Coupe nat. | Coupe de la Ligue & Charity Shield | Coupe de la Ligue & Charity Shield | Europe | Europe | Total  | Total |
| Saison    | Club               | Champ.                        | Matchs      | Buts        | Matchs     | Buts       | Matchs                             | Buts                               | Matchs | Buts   | Matchs | Buts  |
| --------- | ------------------ | ----------------------------- | ----------- | ----------- | ---------- | ---------- | ---------------------------------- | ---------------------------------- | ------ | ------ | ------ | ----- |
| 1959-1960 | Liverpool FC       | Second Division               | 36          | 21          | 2          | 2          | 0                                  | 0                                  |        |        | 38     | 23    |
| 1960-1961 | Liverpool FC       | Second Division               | 32          | 15          | 1          | 1          | 3                                  | 3                                  | 36     | 19     |        |       |
| 1961-1962 | Liverpool FC       | Second Division               | 41          | 41          | 5          | 1          | 0                                  | 0                                  | 46     | 42     |        |       |
| 1962-1963 | Liverpool FC       | First Division                | 42          | 24          | 6          | 2          | 0                                  | 0                                  | 48     | 26     |        |       |
| 1963-1964 | Liverpool FC       | First Division                | 41          | 31          | 5          | 2          | 0                                  | 0                                  | 46     | 33     |        |       |
| 1964-1965 | Liverpool FC       | First Division                | 40          | 25          | 8          | 5          | 1                                  | 0                                  | 9      | 7      | 58     | 37    |
| 1965-1966 | Liverpool FC       | First Division                | 37          | 30          | 1          | 1          | 1                                  | 0                                  | 7      | 2      | 46     | 33    |
| 1966-1967 | Liverpool FC       | First Division                | 39          | 14          | 3          | 1          | 1                                  | 1                                  | 5      | 3      | 48     | 19    |
| 1967-1968 | Liverpool FC       | First Division                | 40          | 25          | 9          | 2          | 2                                  | 0                                  | 6      | 3      | 57     | 30    |
| 1968-1969 | Liverpool FC       | First Division                | 38          | 13          | 4          | 1          | 3                                  | 2                                  | 2      | 1      | 47     | 17    |
| 1969-1970 | Liverpool FC       | First Division                | 18          | 6           | 0          | 0          | 2                                  | 0                                  | 2      | 1      | 22     | 7     |
| 1969-1970 | Bolton Wanderers   | Second Division               | 17          | 5           | -          | -          | -                                  | -                                  |        |        | 17     | 5     |
| 1970-1971 | Bolton Wanderers   | Second Division               | 24          | 8           | -          | -          | -                                  | -                                  | 24     | 8      |        |       |
| 1971      | Hellenic FC (prêt) | National Football League (en) | 6           | 4           | -          | -          | -                                  | -                                  | 6      | 4      |        |       |
| 1971-1972 | Bolton Wanderers   | Third Division (en)           | 35          | 11          | -          | -          | -                                  | -                                  | 35     | 11     |        |       |
| Total     | Total              | Total                         | 410         | 249         | 44         | 18         | 10                                 | 5                                  | 31     | 17     | 498    | 290   |